# Alice Taglietti
Alice Taglietti (Brescia, 13 giugno 2007) è una ginnasta italiana, campionessa nazionale di ginnastica ritmica nel 2018 (A), 2020 (J1), 2021 (J2) e 2024 (S).

## Risultati
Nel 2018 Taglietti conquista il suo primo titolo italiano Gold Allieve, ripetendosi nel 2020 e 2021 tra le Junior 1 e 2. Nel 2021 gareggia per l'Auxilium di Genova che vince la prima tappa di campionato di serie A2. Con questa stessa società, nel 2018 Taglietti aveva già conquistato il titolo italiano Gold Allieve.
Alice Taglietti riceve attenzione anche a livello internazionale. Partecipa alla Irina Deleanu Cup 2020 di Bucarest, conquista il terzo posto alle clavette e il quinto alla palla. Con lo stesso esercizio alla palla, sempre nel 2020, occupa il secondo gradino del podio nell'Online tournament internazionale di ginnastica ritmica organizzato da Mosca. Nel 2021 partecipa alla Sofia World Cup nella capitale bulgara, dove ottiene il terzo posto finale, conquistando l'oro alla palla e alla clavette.
Nel 2022 ha rappresentato per la prima volta l’Italia ai Campionati Europei, gareggiando in due specialità e raggiungendo la finale con le clavette. Tuttavia, successivamente ha interrotto temporaneamente l’attività agonistica. Nel 2023 ha ripreso gli allenamenti presso la società Light Blue di Brescia, sotto la guida di Sara Menassi e Mara Alberti. Dopo un anno di progressiva ripresa, a fine 2024 ha conquistato il suo quarto titolo italiano Gold nella categoria senior ed è stata nuovamente convocata in Nazionale. 

## Altri riconoscimenti
Nel 2021, Taglietti viene candidata agli Italian Sportrait Awards, vincendo il premio nella categoria Giovani Donne. Gli Italian Sportrait Awards si definiscono come "Il premio agli atleti che ci hanno fatto emozionare con le loro prestazioni e ispirato con i loro comportamenti", ed è stato vinto in passato da atleti del calibro di Federica Pellegrini.
I suoi video hanno rapidamente ottenuto grande popolarità, con numerose visualizzazioni e condivisioni. In particolare, il suo celebre esercizio con la palla alla Sofia Cup 2021 ha superato le 100.000 visualizzazioni, contribuendo a consolidare la sua notorietà e rendendola una delle atlete più seguite e apprezzate nel panorama della ginnastica ritmica.